# Margaret (película)
Margaret es una película dramática rodada en el año 2005 y que cuenta como protagonistas con Anna Paquin, Matt Damon, Mark Ruffalo, Matthew Broderick y Jean Reno. A consecuencia de varios problemas surgidos durante la posproducción que derivaron en una serie de litigios, la película no se estrenó hasta 2011.

## Trama
La trama gira en torno a Lisa (Anna Paquin), una adolescente de 17 años que se cree culpable de haber provocado un accidente de autobús en Manhattan en el que muere una mujer. A partir de ese momento intenta superar su sentimiento de culpabilidad buscando la forma de arreglar la situación, pero al enfrentarse a obstáculos a cada paso que da,  la frustración origina que se complique su relación con las personas que la rodean. 
A su vez la madre de Lisa, que es madre soltera, se ve obligada a compaginar sus labores como madre con su carrera como actriz.
La historia supone un profundo análisis de los inevitables enfrentamientos que se producen entre los ideales de la juventud y los compromisos y responsabilidades de la edad adulta.

## Reparto
| Actor               | Personaje         |
| ------------------- | ----------------- |
| Anna Paquin         | Lisa Cohen        |
| Matt Damon          | Sr. Aaron         |
| Mark Ruffalo        | Jason Berstone    |
| Allison Janney      | Mujer herida      |
| Matthew Broderick   | Andrew Van Tassel |
| Kieran Culkin       | Paul              |
| Jeannie Berlin      | Emily             |
| Jean Reno           | Ramón             |
| Olivia Thirlby      | Monica            |
| Rosemarie DeWitt    | Sra. Marretti     |
| Sarah Steele        | Becky             |
| John Gallagher, Jr. | Darren            |
| J. Smith-Cameron    | Joan              |
| Krysten Ritter      | Dependienta       |

## Producción
El guion fue escrito por el reconocido guionista, dramaturgo y director de cine Kenneth Lonergan. El papel protagonista lo escribió especialmente para Anna Paquin con la que ya había trabajado en 2001 cuando Anna interpretó en Londres su obra teatral This is our youth y el de la madre de la protagonista lo escribió para su mujer J. Smith Cameron. En el reparto aparecen otros actores como Matt Damon, Mark Ruffalo y Kieran Culkin, quienes también interpretaron papeles de esa obra aunque en distintos montajes.
Se trata de un guion de gran complejidad ambientado en el Nueva York post-11S, de gran envergadura, con un total de 168 páginas, y que cuenta con 51 personajes con diálogo, de estilo novelado y clasificado para mayores de 18 años. No obstante el proyecto en un principio fue ideado como una miniserie cuyo guion se componía de unas 375 páginas tituladas Bus accident. Con el tiempo el guion evolucionó hacia una película de largo metraje y fue rebautizado como Margaret, un título que a diferencia de lo que pueda parecer no es el nombre de la protagonista (esta es Lisa Cohen), sino el de la protagonista del poema de Gerard Manley Hopkins llamado Primavera y otoño, que reflexiona sobre el fin de la inocencia y que dice así:
Margaret, ¿sientes congoja

ante Goldengrove ya sin hojas?

La caída, ese asunto humano,

¿con tu juventud, te atañe, acaso?

Ah, el corazón al envejecer,

tales cosas no teme ver.

Con el tiempo, ni un sollozo

por la pálida fronda sin embozo,

pues con el saber cesa el llorar.
 
Nombre aún no has de dar,

al manantial del pesar.

Ni boca ni mente

sienten ni presienten.

Es nuestra terrena lástima.

Por ti, Margaret, son las lágrimas

La película se rodó a lo largo de tres meses en Nueva York en el año 2005, y se volvieron a rodar algunas tomas en marzo de 2006. Su primera fecha de estreno estaba prevista para finales del año 2006 pero el estreno fue retrasado hasta septiembre de 2011 debido a una serie de problemas creativos y legales.

## Los largos años de montaje
Finalizado el año 2006 la película aún no se había estrenado y en los años sucesivos siguió sin establecerse ninguna fecha. Pese a que en 2006 se vieron algunas previsualizaciones de la película, ésta se vio rodeada de un silencio inquebrantable en torno a su distribución y a su evolución en la mesa de montaje. En 2009 John Horn, un periodista del LA Times, arrojó luz sobre el misterio que rodeaba a Margaret y su futuro. En su artículo John Horn explicaba que tras finalizar el rodaje Kenneth Lonergan, que tenía un contrato de montaje final, se dispuso a comenzar su trabajo en la sala de montaje. Según su contrato disponía de total libertad para montar su película con la única restricción de que no superase los 150 minutos. Cuando en 2008 Kenneth Lonergan no fue capaz de presentar un montaje satisfactorio Gilbert's Camelot Pictures retiró el apoyo financiero y la 20th Century Fox presentó una denuncia donde declaraba que la compañía había incumplido el contrato al dejar de financiar la película. Para hacer frente a la falta de financiación, Kenneth Lonergan pidió a Matthew Broderick un préstamo de 1 millón de dólares. Como respuesta a esta denuncia. en julio de 2008 Gilbert's Camelot Pictures terminó denunciando a la FOX y a Kenneth Lonergan por incumplimiento de contrato, ya que no había sido capaz de presentar ningún montaje que se ajustase a los requerimientos de su contrato y por negarse a permitir que otros montadores le ayudasen a terminar la película. Además la FOX no se atrevía a romper el contrato de montaje final con Kenneth Lonergan por la mala reputación que eso le daría ante otros directores. Como resultado de esta denuncia, el trabajo en la película se detuvo hasta que se llegase a un acuerdo entre las partes.
Finalmente en julio de 2010 la productora Searchlight confirmó a la periodista Anne Thompson que la película estaba completada y que tenía un estreno previsto para 2011. Poco después el estreno de la película en dicho año también fue confirmado por el actor Kieran Culkin.

## Estreno, proyección y acogida
La película fue estrenada de forma muy limitada en EE. UU. el 30 de septiembre, proyectándose en solo dos cines de Nueva York y Los Ángeles durante el primer fin de semana y en otros doce cines el fin de semana siguiente. Pese a esta proyección tan escasa la productora no realizó ningún tipo de promoción que pusiera su existencia en conocimiento del público. Todo esto llevó a que sólo recaudara 7.525$ el primer fin de semana y que fuera dejada de proyectar de todos los cines estadounidenses después de recaudar 43,058$ en 5 semanas.
El montaje que finalmente fue estrenado tenía una duración de 149 minutos. Esto implica que se trataba del montaje seleccionado por la productora Fox Searchlight tras descartar el de Kenneth Lonergan y el de Martin Scorsese. Pese a todo,  las críticas se mostraron altamente divididas en un principio oscilando entre «caos pretencioso» y «obra maestra», pero concordando todas ellas en una clara diferencia dentro de la misma película con una primera mitad de una calidad muy superior frente a una segunda mitad caótica e incluso incoherente y en la calidad de la interpretación de Anna Paquin, llegando a ser para muchos la mejor del año.
Después del estreno en EE. UU., la película llegó a Canadá el 7 de octubre y al Reino Unido el 2 de diciembre, siguiendo la misma línea de falta de promoción y estreno altamente limitado. Pese a ello la película tuvo un sorprendente éxito en Londres, tanto de crítica como de audiencia, aunque solo se visualizó en el cine Odeon con un único pase por día el primer fin de semana. Gracias a ello la película obtuvo una segunda oportunidad con el respaldo que encontró en los críticos de cine, tanto británicos como estadounidenses. El crítico Jaime Christley creó el movimiento #TeamMargaret para recoger firmas de críticos de cine a modo de solicitud a Fox Searchlight de más proyecciones para la prensa y los votantes de las diversas entregas de premios, ya que la productora tampoco puso a disposición de ninguna organización su película para ser considerada a premios tan importantes como los Globos de Oro o los Premios del Sindicato de Actores o Guionistas, pese a que si lo hizo con el resto de sus películas. Tan difícil se convirtió para los votantes la visión de dicha película que incluso la Boston Society of Film Critics emitió un comunicado junto a su lista de nominados para el año 2011 en el que lamentaba profundamente que la productora sólo pusiera a su disposición una visión a última hora y eso tras mucho insistir, llegando a asegurar que si hubieran programado más proyecciones, más críticos la habrían visto y eso habría posibilitado que la película llegara a ganar varios premios en vez de ser finalista a sólo tres.
Ante tal respaldo, el director Kenneth Lonergan accedió a hablar por primera vez sobre su película con la periodista de TIME Entertainment Mary Pols, mediando, eso sí, su abogado debido a que aún quedaba pendiente un juicio. Sobre #TeamMargaret afirmó que lo consideraba un movimiento que le había conmovido, especialmente porque daba una segunda oportunidad al reconocimiento de las interpretaciones de los actores, y confirmaba que el montaje era el que la productora había escogido después de dejar de lado el suyo mismo y el de Scorsese.
Fue el crítico Mike D’Angelo quien anunció vía Twitter que finalmente Margaret volvería a ser proyectada en EE. UU. a partir del 23 de diciembre de 2012.

## Premios y nominaciones

### Premios
- 2012 - London Critics' Circle Film Awards: Mejor actriz para Anna Paquin(premio compartido con Meryl Streep).[19]
- 2012 - International Cinephile Society Awards:[20]
  - Mejor actriz para Anna Paquin.
  - Mejor actriz secundaria para J. Smith-Cameron

### Nominaciones
- 2011 - Boston Society of Film Critics Awards: Finalista en las categorías:[21]
  - Mejor película
  - Mejor reparto
  - Mejor Guion
- 2011 - Chicago Film Critics Association Awards: Mejor actriz para Anna Paquin.[22]
- 2012 - London Critics' Circle Film Awards: Mejor guionista del año para Kenneth Lonergan.[23]
- 2012 - International Cinephile Society Awards:[20]
  - Mejor guion original para Kenneth Lonergan.
  - Mejor reparto

## Otros Reconocimientos
- The Village Voice consideró a Anna Paquin la mejor actriz, a Jeannie Berlin la mejor actriz secundaria y al guion como el mejor del año,  en su votación anual de cine, compuesta por más de cien de los críticos cinematográficos más relevantes.[24]
- La editora de cine de la revista LAWeekly Karina Longworth posicionó a Margaret a la cabeza de sus diez mejores películas del año[25] en su número anual de cine de invierno, y la revista votó a Anna Paquin[26] como la mejor actriz, a Jannie Berlin como la mejor actriz secundaria[27] y al guion[28] como el mejor del año.